# René Thomas
René Thomas (ur. 7 marca 1886 roku w Périgueux, zm. 23 września 1975 roku w Colombes) – francuski kierowca wyścigowy.

## Kariera
W swojej karierze Thomas startował głównie w wyścigach Grand Prix i w Stanach Zjednoczonych w mistrzostwach AAA Championship Car oraz towarzyszącym mistrzostwom słynnym wyścigu Indianapolis 500, będącym w latach 1923-1930 jednym z wyścigów Grandes Épreuves. W pierwszym sezonie startów, w 1914 roku odniósł zwycięstwo w wyścigu Indianapolis 500. Z dorobkiem tysiąca punktów został sklasyfikowany na trzeciej pozycji w klasyfikacji generalnej. Sześć lat później stanął na drugim stopniu podium w Indy 500. Uzbierane 520 punktów dało mu szóste miejsce w klasyfikacji mistrzostw. W Europie do największych sukcesów największym sukcesem Francuza było zwycięstwo w 1921 roku w wyścigu Coupe des Voiturettes na torze Circuit de la Sarthe.